# Dag van de Oude Muziek

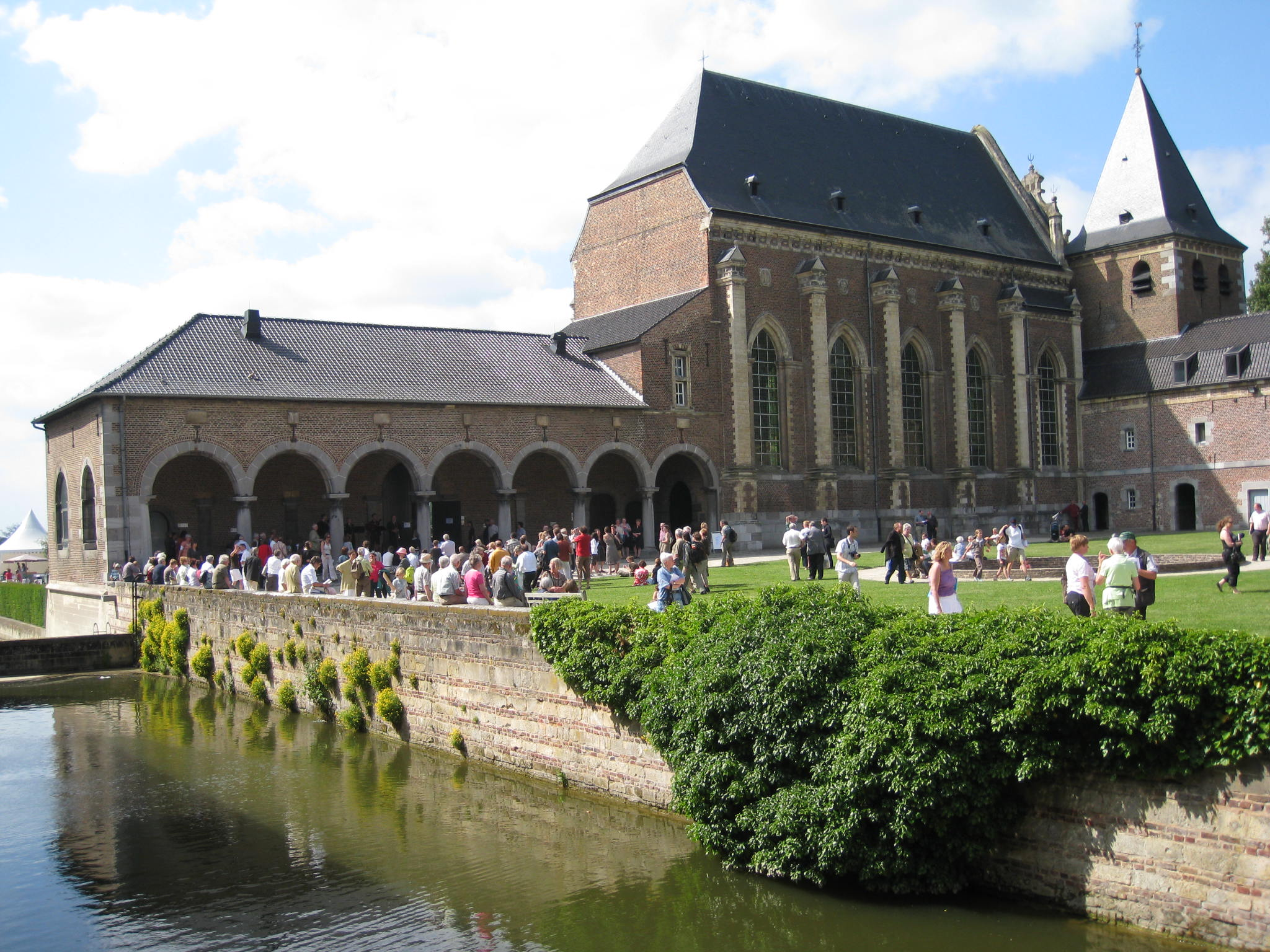
Dag van de Oude Muziek, editie 2008

De Dag van de Oude Muziek was een jaarlijks terugkerend eendaags muziekevenement op de laatste zondag van de maand juni, dat van 1983 tot 2013 heeft bestaan. Het werd gehouden in de Landcommanderij van Alden Biesen, in de Belgisch-Limburgse stad Bilzen.
Vanaf 2014 wijzigde het format zich en ging de Dag Oude Muziek over naar AlbaNova.